# Nati nel 1982/Luglio
| Questa pagina contiene informazioni ricavate automaticamente dalle voci biografiche con l'ausilio del template Bio e di un bot. L'aggiornamento è periodico e automatico e ricostruisce completamente la pagina. Se manca una persona in questa lista, sei pregato di non aggiungerla, ma accertati piuttosto che la sua voce biografica contenga il template Bio e che i dati anagrafici siano correttamente compilati. Se il template Bio manca, inseriscilo tu stesso o, in alternativa, metti l'avviso {{tmp\|Bio}} che ne segnala la mancanza. Se i dati riportati sono sbagliati, correggi direttamente la voce biografica; le modifiche saranno visibili in questa lista entro pochi giorni. Per chiarimenti vedi il progetto biografie. La lista contiene solo le 433 persone che sono citate nell'enciclopedia e per le quali è stato implementato correttamente il template Bio. Pagina aggiornata al 18 ago 2025. |

- 1º luglio - Bassim Abbas, ex calciatore iracheno
- 1º luglio - Tawfeeq Abdul Razzaq, ex calciatore emiratino
- 1º luglio - Abdulrahman Al-Bishi, ex calciatore saudita
- 1º luglio - Hilarie Burton, attrice statunitense
- 1º luglio - Kiera Chaplin, attrice e modella britannica
- 1º luglio - Carmella DeCesare, modella e ex wrestler statunitense
- 1º luglio - Humaid Fakher, ex calciatore emiratino
- 1º luglio - Abdullah Fusseini, ex calciatore ghanese
- 1º luglio - Russell Holmes, dirigente sportivo, pallavolista e allenatore di pallavolo statunitense
- 1º luglio - Joachim Johansson, ex tennista svedese
- 1º luglio - Bébé Kambou, ex calciatore burkinabé
- 1º luglio - Luciano Leguizamón, ex calciatore argentino
- 1º luglio - LaMont McIntosh, ex cestista statunitense
- 1º luglio - James Pritchett, calciatore neozelandese
- 1º luglio - Maharan Radi, calciatore israeliano
- 1º luglio - Johann Tschopp, ex ciclista su strada e ciclocrossista svizzero
- 1º luglio - Cat Zingano, artista marziale mista statunitense
- 2 luglio - Ferras, cantautore statunitense
- 2 luglio - Sinivie Boltic, lottatore nigeriano
- 2 luglio - Diego Castro, ex calciatore spagnolo
- 2 luglio - Ilja Gringol'c, violinista russo
- 2 luglio - Sunday Ibeji, ex calciatore nigeriano
- 2 luglio - Jolka, cantante e attrice ucraina
- 2 luglio - Dávid Jancsó, montatore ungherese
- 2 luglio - Scarlett Strallen, attrice, soprano e ballerina britannica
- 2 luglio - Timo Weß, hockeista su prato tedesco
- 2 luglio - Valerij Čornyj, ex calciatore e allenatore di calcio ucraino
- 3 luglio - Agnese Allegrini, giocatrice di badminton italiana
- 3 luglio - Lola Astanova, pianista uzbeka
- 3 luglio - Aleksandra Avramović, ex pallavolista serba
- 3 luglio - Mariola Barbachowska, pallavolista polacca
- 3 luglio - Sergej Firsanov, ex ciclista su strada russo
- 3 luglio - Jhonnet Martínez, ex giocatore di calcio a 5 cubano
- 3 luglio - Manon van Rooijen, nuotatrice olandese
- 3 luglio - Ïgorʹ Yurïn, ex calciatore kazako
- 4 luglio - Daniel Arismendi, ex calciatore venezuelano
- 4 luglio - Adrián Boccia, cestista argentino
- 4 luglio - Vladimir Gusev, ciclista su strada russo
- 4 luglio - Hannah Harper, ex attrice pornografica britannica
- 4 luglio - Zoran Ljubinković, ex calciatore serbo
- 4 luglio - Hugo Machado, calciatore portoghese
- 4 luglio - Mo McRae, attore statunitense
- 4 luglio - Pablo Melo, ex calciatore uruguaiano
- 4 luglio - Monwell Randle, ex cestista statunitense
- 4 luglio - Antonio Reguero, calciatore spagnolo
- 4 luglio - Vinette Robinson, attrice britannica
- 4 luglio - Michael Sorrentino, personaggio televisivo e modello statunitense
- 4 luglio - Denis Vavilin, ex calciatore russo
- 4 luglio - Elena Šalamova, ex ginnasta russa
- 5 luglio - Sophie Adenot, ingegnere e astronauta francese
- 5 luglio - Ivana Bodrožić, scrittrice e poetessa croata
- 5 luglio - Vitali Borisov, allenatore di calcio a 5 e ex giocatore di calcio a 5 azero
- 5 luglio - Tuba Büyüküstün, attrice turca
- 5 luglio - Oleksandr Dymytrenko, pugile ucraino
- 5 luglio - Julien Féret, ex calciatore francese
- 5 luglio - Alberto Gilardino, allenatore di calcio e ex calciatore italiano
- 5 luglio - Philippe Gilbert, ex ciclista su strada belga
- 5 luglio - Kate Gynther, pallanuotista australiana
- 5 luglio - Mohammad Keshavarz, allenatore di calcio a 5 e ex giocatore di calcio a 5 iraniano
- 5 luglio - Raphael Llanos-Farfan, ex giocatore di football americano e allenatore di football americano tedesco
- 5 luglio - Sergi Mora, pallanuotista spagnolo
- 5 luglio - Mara Mucci, politica italiana
- 5 luglio - Junri Namigata, tennista giapponese
- 5 luglio - Paíto, ex calciatore mozambicano
- 5 luglio - Javier Paredes, ex calciatore spagnolo
- 5 luglio - Beno Udrih, ex cestista e allenatore di pallacanestro sloveno
- 5 luglio - Rachel Unitt, ex calciatrice inglese
- 5 luglio - Fabrício de Souza, ex calciatore brasiliano
- 6 luglio - Annika Aakjær, cantante danese
- 6 luglio - Hlynur Bæringsson, ex cestista e allenatore di pallacanestro islandese
- 6 luglio - Julius Brink, giocatore di beach volley tedesco
- 6 luglio - Bruno Miguel, attore, cantante e pubblicitario brasiliano
- 6 luglio - Christian Ehrhoff, hockeista su ghiaccio tedesco
- 6 luglio - Jhonnier González, ex calciatore colombiano
- 6 luglio - Brandon Jacobs, ex giocatore di football americano statunitense
- 6 luglio - Kim Eun-hye, ex cestista sudcoreana
- 6 luglio - John Laverty, pilota motociclistico britannico
- 6 luglio - Vivien Máthé, pentatleta ungherese
- 6 luglio - Ricardo Jorge Novo Nunes, ex calciatore portoghese
- 6 luglio - Ionuț Rada, ex calciatore rumeno
- 6 luglio - Erica Rose, nuotatrice statunitense
- 6 luglio - Misty Upham, attrice statunitense († 2014)
- 6 luglio - Ubaldina Valoyes, ex sollevatrice colombiana
- 6 luglio - Tunku 'Abidin Muhriz, principe, politologo e giornalista malese
- 6 luglio - Tay Zonday, cantante, musicista e youtuber statunitense
- 7 luglio - Anneke Beerten, mountain biker e ciclista di BMX olandese
- 7 luglio - Nicola Ciacci, calciatore sammarinese
- 7 luglio - Martí Cifuentes, allenatore di calcio spagnolo
- 7 luglio - Julien Doré, cantautore e attore francese
- 7 luglio - Arnaldo Edi Lopes da Silva, ex calciatore portoghese
- 7 luglio - Natalija Fokina-Semenova, discobola ucraina
- 7 luglio - Misan Haldin, ex cestista tedesco
- 7 luglio - Jan Laštůvka, calciatore ceco
- 7 luglio - Michael Mogaladi, ex calciatore botswano
- 7 luglio - Gëzim Myshketa, baritono albanese
- 7 luglio - Leonel Olímpio, ex calciatore brasiliano
- 7 luglio - George Owu, ex calciatore ghanese
- 7 luglio - Cassidy, rapper statunitense
- 7 luglio - Sakakibara, serial killer giapponese
- 7 luglio - Rosana dos Santos Augusto, ex calciatrice brasiliana
- 7 luglio - Fabio Vagnarelli, attore, cantante e musicista italiano
- 7 luglio - Francesco Vecchi, giornalista, conduttore televisivo e scrittore italiano
- 8 luglio - Joshua Alba, attore statunitense
- 8 luglio - Mikołaj Burda, canottiere polacco
- 8 luglio - Sophia Bush, attrice statunitense
- 8 luglio - Schuyler Fisk, attrice e cantante statunitense
- 8 luglio - James Graham, sceneggiatore, drammaturgo e librettista britannico
- 8 luglio - Ariel Helwani, giornalista canadese
- 8 luglio - Sabine Herold, politica francese
- 8 luglio - Jonas Krogstad, calciatore norvegese
- 8 luglio - Ieva Kubliņa, ex cestista lettone
- 8 luglio - Ghenadie Orbu, ex calciatore moldavo
- 8 luglio - Park Chil-sung, marciatore sudcoreano
- 8 luglio - Shanna, wrestler portoghese
- 8 luglio - Seitarō Tomisawa, ex calciatore giapponese
- 8 luglio - Pendleton Ward, regista, animatore e produttore televisivo statunitense
- 8 luglio - Hakim Warrick, ex cestista statunitense
- 9 luglio - Kozue Andō, calciatrice giapponese
- 9 luglio - Mace, disc jockey, beatmaker e produttore discografico italiano
- 9 luglio - Boštjan Cesar, ex calciatore sloveno
- 9 luglio - Céline Dumerc, cestista francese
- 9 luglio - Alecko Eskandarian, ex calciatore statunitense
- 9 luglio - Veronica Gentili, conduttrice televisiva, attrice e regista teatrale italiana
- 9 luglio - Toby Kebbell, attore britannico
- 9 luglio - Jackson Lima, ex calciatore brasiliano
- 9 luglio - Maggie Ma, attrice, cantante e ballerina canadese
- 9 luglio - Daniele Minelli, ex arbitro di calcio italiano
- 9 luglio - Jessica Moore, ex cestista statunitense
- 9 luglio - Aljaksej Papoŭ, allenatore di calcio a 5 e ex giocatore di calcio a 5 bielorusso
- 9 luglio - Sidnei dos Santos, ex pallavolista brasiliano
- 9 luglio - Preben Van Hecke, ex ciclista su strada belga
- 9 luglio - Sakon Yamamoto, ex pilota automobilistico e politico giapponese
- 10 luglio - Chemmy Alcott, ex sciatrice alpina britannica
- 10 luglio - Andrea Bricca, allenatore di calcio e ex calciatore italiano
- 10 luglio - Dwayne Broyles, ex cestista statunitense
- 10 luglio - José Antonio Dorado, ex calciatore spagnolo
- 10 luglio - Candace Futrell, ex cestista statunitense
- 10 luglio - Diego Loreggian, produttore cinematografico e regista italiano
- 10 luglio - Giacomo Maiani, ex calciatore sammarinese
- 10 luglio - Rasca, calciatore angolano
- 10 luglio - Sebastian Mila, ex calciatore polacco
- 10 luglio - Kathryn Mitchell, giavellottista australiana
- 10 luglio - Simone Pesce, dirigente sportivo e ex calciatore italiano
- 10 luglio - Dave Tollefson, giocatore di football americano statunitense
- 10 luglio - Jeffrey Walker, attore e regista australiano
- 10 luglio - Tomasz Wróbel, allenatore di calcio e ex calciatore polacco
- 11 luglio - Daria Pascal Attolini, attrice italiana
- 11 luglio - Jeff Cobb, wrestler statunitense
- 11 luglio - David Coote, ex arbitro di calcio inglese
- 11 luglio - Guðrun Sólja Jacobsen, cantante faroese
- 11 luglio - Lil' Zane, attore e rapper statunitense
- 11 luglio - Adrian Madaschi, calciatore australiano
- 11 luglio - Alexander Madlung, ex calciatore tedesco
- 11 luglio - Luis Martínez, ex calciatore colombiano
- 11 luglio - Clifford Miranda, allenatore di calcio e ex calciatore indiano
- 11 luglio - John O'Flynn, calciatore irlandese
- 11 luglio - Ania Ruiz, pallavolista portoricana
- 11 luglio - Jana Šenková, ex pallavolista ceca
- 11 luglio - Duško Stajić, ex calciatore bosniaco
- 11 luglio - Zhang Xiaofei, ex calciatore cinese
- 11 luglio - Émerson dos Santos da Luz, ex calciatore capoverdiano
- 12 luglio - Antonio Cassano, ex calciatore italiano
- 12 luglio - Sherman Gay, ex cestista statunitense
- 12 luglio - Petar Jovanović, ex calciatore bosniaco
- 12 luglio - Andy Kim, politico statunitense
- 12 luglio - Tara Kirk, nuotatrice statunitense
- 12 luglio - Vinicius Machado, attore brasiliano
- 12 luglio - Kristen Mielke, ex sciatrice alpina statunitense
- 12 luglio - Shunta Nagai, ex calciatore giapponese
- 12 luglio - Swan, ballerino e coreografo italiano († 2023)
- 12 luglio - Jaroslav Soukup, ex biatleta ceco
- 12 luglio - Alessandro Zurla, doppiatore italiano
- 13 luglio - Ion Ansotegi, allenatore di calcio e ex calciatore spagnolo
- 13 luglio - Brooke Ballentyne, ex attrice pornografica statunitense
- 13 luglio - Artūrs Brūniņš, allenatore di pallacanestro e ex cestista lettone
- 13 luglio - Aya Cash, attrice statunitense
- 13 luglio - Choo Shin-soo, giocatore di baseball sudcoreano
- 13 luglio - Omar Cummings, ex calciatore giamaicano
- 13 luglio - Chad Dawson, pugile statunitense
- 13 luglio - Mark Eliyahu, compositore israeliano
- 13 luglio - Jason Hatcher, giocatore di football americano statunitense
- 13 luglio - Nick Kenny, rugbista a 13 australiano
- 13 luglio - Martin Kirketerp, velista danese
- 13 luglio - Luvsanlkhündegiin Otgonbayar, ex maratoneta e mezzofondista mongola
- 13 luglio - Juan Martínez Munuera, arbitro di calcio spagnolo
- 13 luglio - Yadier Molina, giocatore di baseball portoricano
- 13 luglio - Eleonora Pedron, conduttrice televisiva e attrice italiana
- 13 luglio - Snježana Pejčić, tiratrice a segno croata
- 13 luglio - Jānis Porziņģis, ex cestista e procuratore sportivo lettone
- 13 luglio - Sarah Schädler, ex sciatrice alpina e sciatrice freestyle liechtensteinese
- 13 luglio - Tom Watson, artista marziale misto britannico
- 13 luglio - Ilyos Zeytullayev, ex calciatore uzbeko
- 14 luglio - Salim Arrache, ex calciatore francese
- 14 luglio - Achille Coser, ex calciatore italiano
- 14 luglio - Ted Esther, calciatore seychellese
- 14 luglio - Kim Holmen, ex calciatore norvegese
- 14 luglio - Kim Do-heon, allenatore di calcio e ex calciatore sudcoreano
- 14 luglio - Antonio Lombardo, politico italiano
- 14 luglio - Miroslav Matiaško, ex biatleta slovacco
- 14 luglio - Paulo Menezes, ex calciatore brasiliano
- 14 luglio - Nenad Novaković, ex calciatore serbo
- 14 luglio - Park Min-kyung, attrice sudcoreana
- 14 luglio - Hermán Soliz, ex calciatore boliviano
- 14 luglio - Ibrahima Sory Souaré, ex calciatore guineano
- 14 luglio - Craig Steadman, giocatore di snooker inglese
- 15 luglio - Laura Chiatti, attrice, modella e cantante italiana
- 15 luglio - Maksym Chvorost, schermidore ucraino
- 15 luglio - Leandro Delgado, ex calciatore cileno
- 15 luglio - Cristian Dănălache, ex calciatore rumeno
- 15 luglio - Meinhard Erlacher, ex snowboarder italiano
- 15 luglio - Jerónimo Figueroa Cabrera, ex calciatore spagnolo
- 15 luglio - Aleksandr Grebënkin, cosmonauta russo
- 15 luglio - Milorad Janjuš, allenatore di calcio e ex calciatore serbo
- 15 luglio - Philippe Montandon, ex calciatore svizzero
- 15 luglio - Oh Seung-hwan, giocatore di baseball sudcoreano
- 15 luglio - Alan Pérez, ex ciclista su strada spagnolo
- 15 luglio - Yessica Ramírez, modella messicana
- 15 luglio - Sinan Sofuoğlu, pilota motociclistico turco († 2008)
- 15 luglio - Carl Espen, cantante norvegese
- 15 luglio - Neemia Tialata, rugbista a 15 neozelandese
- 15 luglio - Aída Yéspica, modella, showgirl e attrice venezuelana
- 16 luglio - Chiara Breccia, calciatrice italiana
- 16 luglio - Vedran Celiščak, ex calciatore croato
- 16 luglio - André Greipel, dirigente sportivo e ex ciclista su strada tedesco
- 16 luglio - Steve Hooker, astista australiano
- 16 luglio - Carli Lloyd, ex calciatrice statunitense
- 16 luglio - Roscoe Parrish, giocatore di football americano statunitense
- 16 luglio - Paulo Antônio de Oliveira, ex calciatore brasiliano
- 16 luglio - Pera Toons, fumettista, youtuber e grafico italiano
- 16 luglio - Rayito, chitarrista, cantante e produttore discografico spagnolo
- 16 luglio - Goldie Sayers, ex giavellottista britannica
- 16 luglio - Luca Sottana, ex cestista italiano
- 16 luglio - George Suri, calciatore salomonese
- 16 luglio - Derek Toletti, hockeista su ghiaccio italiano
- 16 luglio - Michael Umaña, ex calciatore costaricano
- 16 luglio - Kellie Wells, ostacolista statunitense
- 16 luglio - Virginia de Winter, scrittrice italiana
- 17 luglio - Mohammed Saleem Abdullah, ex cestista qatariota
- 17 luglio - Sidi Alioum, arbitro di calcio camerunese
- 17 luglio - Travis Browne, ex artista marziale misto statunitense
- 17 luglio - Carlo Costly, calciatore honduregno
- 17 luglio - Wilfried Dalmat, ex calciatore francese
- 17 luglio - Emil Dică, ex calciatore rumeno
- 17 luglio - Natasha Hamilton, cantante britannica
- 17 luglio - Elena Ovčinnikova, sincronetta russa
- 17 luglio - Marlin Piana, ex calciatore della Repubblica Democratica del Congo
- 17 luglio - Mihai Pătrașcu, informatico rumeno († 2012)
- 17 luglio - Bobby Reynolds, ex tennista statunitense
- 17 luglio - Stefania Spampinato, attrice italiana
- 17 luglio - Amanda Warren, attrice statunitense
- 18 luglio - Gaël Angoula, arbitro di calcio e ex calciatore francese
- 18 luglio - Ryan Cabrera, cantante e musicista statunitense
- 18 luglio - Priyanka Chopra, modella, attrice e cantante indiana
- 18 luglio - Marcin Dołęga, ex sollevatore polacco
- 18 luglio - Shad, rapper canadese
- 18 luglio - Ugo Oha, ex cestista statunitense
- 18 luglio - Kelvin Parker, ex cestista statunitense
- 19 luglio - Raphael Assunção, artista marziale misto brasiliano
- 19 luglio - David Brkic, ex cestista italiano
- 19 luglio - Mintou Doucoure, ex calciatore maliano
- 19 luglio - Tomas Gaidamavičius, allenatore di pallacanestro e ex cestista lituano
- 19 luglio - Björn Harmsen, allenatore di pallacanestro tedesco
- 19 luglio - Doneeka Hodges, ex cestista statunitense
- 19 luglio - Roneeka Hodges, ex cestista e allenatrice di pallacanestro statunitense
- 19 luglio - David Lopes, ex calciatore brasiliano
- 19 luglio - Jared Padalecki, attore statunitense
- 19 luglio - Stuart Parnaby, ex calciatore inglese
- 19 luglio - Tim Stapleton, hockeista su ghiaccio statunitense
- 19 luglio - Frans Steyn, ex cestista sudafricano
- 19 luglio - Serhij Sytin, giocatore di calcio a 5 ucraino
- 19 luglio - Giōrgos Tsiakos, cestista greco
- 19 luglio - Silvia Valsecchi, ex ciclista su strada e pistard italiana
- 19 luglio - Patrick Zoundi, ex calciatore burkinabé
- 20 luglio - Ayanna Alexander, triplista e lunghista trinidadiana
- 20 luglio - Chan Yiu Lun, calciatore hongkonghese
- 20 luglio - Percy Daggs III, attore statunitense
- 20 luglio - David González Giraldo, ex calciatore colombiano
- 20 luglio - Alexis Tekumu, ex calciatore della Repubblica Democratica del Congo
- 20 luglio - Peter Škantár, canoista slovacco
- 21 luglio - Iryna Cilyk, regista, sceneggiatrice e scrittrice ucraina
- 21 luglio - Saif al-Arab Gheddafi, militare libico († 2011)
- 21 luglio - Miss Li, cantante svedese
- 21 luglio - Mao Kobayashi, attrice e conduttrice televisiva giapponese († 2017)
- 21 luglio - Emanuel Kohút, pallavolista slovacco
- 21 luglio - Kine Ludvigsen, cantante norvegese
- 21 luglio - Marthinus Mentz, ex rugbista a 15, ex rugbista a 7 e allenatore di rugby a 15 sudafricano
- 21 luglio - Ronny Nouwen, ex calciatore olandese
- 21 luglio - Kristian Nushi, ex calciatore kosovaro
- 21 luglio - Maksim Oreškin, economista e politico russo
- 21 luglio - Katy Sexton, nuotatrice britannica
- 21 luglio - Simona Sodini, ex calciatrice italiana
- 21 luglio - Maria Tripodi, politica italiana
- 22 luglio - Charles Alerte, ex calciatore haitiano
- 22 luglio - Moritz Binder, sceneggiatore tedesco
- 22 luglio - Anna Čičerova, altista russa
- 22 luglio - Mark Hominick, artista marziale misto e ex kickboxer canadese
- 22 luglio - Anton Kaliničenko, ex saltatore con gli sci russo
- 22 luglio - Dan Kennedy, ex calciatore statunitense
- 22 luglio - Sandrine Levet, arrampicatrice francese
- 22 luglio - Igor Lolo, ex calciatore ivoriano
- 22 luglio - Jeremiah Massey, ex cestista statunitense
- 22 luglio - Lafaele Moala, ex calciatore tongano
- 22 luglio - Lauren Morelli, scrittrice e autrice televisiva statunitense
- 22 luglio - Christian Napolitano, pallanuotista italiano
- 22 luglio - Yūzō Tashiro, ex calciatore giapponese
- 23 luglio - Younis Khamis Ibrahim, ex cestista emiratino
- 23 luglio - Íñigo López Montaña, ex calciatore spagnolo
- 23 luglio - Ljudmila Kalinčyk, ex biatleta bielorussa
- 23 luglio - Sérgio Moraes, artista marziale misto brasiliano
- 23 luglio - Leidys Oquendo, cestista cubana († 2022)
- 23 luglio - Lora, cantante e personaggio televisivo rumena
- 23 luglio - Giuseppe Provenzano, politico italiano
- 23 luglio - Gökhan Ünal, allenatore di calcio e ex calciatore turco
- 23 luglio - Vladimir Vujović, ex calciatore e allenatore di calcio montenegrino
- 23 luglio - Gerald Wallace, ex cestista statunitense
- 23 luglio - Wang Qiang, ex calciatore cinese
- 23 luglio - Paul Wesley, attore statunitense
- 23 luglio - Ace Wilder, cantautrice svedese
- 24 luglio - Bùi Quang Huy, ex calciatore vietnamita
- 24 luglio - Adriana Crisci, ginnasta italiana
- 24 luglio - Tiago Dantas Germano, scrittore e giornalista brasiliano
- 24 luglio - George Hu, attore taiwanese
- 24 luglio - Wýaçeslaw Krendelew, ex calciatore turkmeno
- 24 luglio - Michael Kuebler, ex cestista statunitense
- 24 luglio - Luka Magnotta, assassino canadese
- 24 luglio - Trevor Matthews, attore canadese
- 24 luglio - Emad Mohammed, allenatore di calcio e ex calciatore iracheno
- 24 luglio - Elisabeth Moss, attrice, regista e produttrice cinematografica statunitense
- 24 luglio - Anna Paquin, attrice neozelandese
- 24 luglio - David Payne, ostacolista statunitense
- 24 luglio - Yuriko Saga, modella giapponese
- 24 luglio - Veronica Schiavon, rugbista a 15 italiana
- 24 luglio - Tre Simmons, ex cestista statunitense
- 24 luglio - Ümit Sonkol, ex cestista turco
- 24 luglio - Catharina Svensson, modella danese
- 25 luglio - Ali Asgari, regista e sceneggiatore iraniano
- 25 luglio - Simone Basso, dirigente sportivo e ex calciatore italiano
- 25 luglio - Fernando Dinis, ex calciatore portoghese
- 25 luglio - Alonzo, rapper e cantautore francese
- 25 luglio - Jared Golden, politico e militare statunitense
- 25 luglio - Brian Morrison, ex cestista statunitense
- 25 luglio - Oneohtrix Point Never, musicista statunitense
- 25 luglio - Brad Renfro, attore statunitense († 2008)
- 25 luglio - Fredson Tavares, calciatore capoverdiano
- 26 luglio - Vincent Anstett, schermidore francese
- 26 luglio - Anissa Daoud, attrice tunisina
- 26 luglio - Joel Dreessen, giocatore di football americano statunitense
- 26 luglio - Marco Ingrao, ex calciatore italiano
- 26 luglio - Giacomo Kratter, snowboarder italiano
- 26 luglio - Honorio Machado, dirigente sportivo e ex ciclista su strada venezuelano
- 26 luglio - Pasquale Maione, allenatore di pallamano e ex pallamanista italiano
- 26 luglio - Gaetano Manno, ex calciatore tedesco
- 26 luglio - Daniel Mejías, calciatore andorrano († 2022)
- 26 luglio - Rocco Reed, ex attore pornografico statunitense
- 26 luglio - Hussein Tawbe, ex cestista libanese
- 26 luglio - Donell Taylor, ex cestista statunitense
- 26 luglio - Ronell Taylor, ex cestista statunitense
- 27 luglio - Beatrice Antolini, polistrumentista, cantautrice e produttrice discografica italiana
- 27 luglio - Troy DeVries, ex cestista statunitense
- 27 luglio - Gévrise Émane, judoka francese
- 27 luglio - Andreas Ibertsberger, ex calciatore austriaco
- 27 luglio - Joseph Kizito, ex calciatore ugandese
- 27 luglio - Kim Kötter, modella olandese
- 27 luglio - Jean Lomami, ex calciatore ruandese
- 27 luglio - Daniel Ludueña, ex calciatore argentino
- 27 luglio - Javier López, giocatore di calcio a 5 argentino
- 27 luglio - Wycliff Palu, rugbista a 15 australiano
- 27 luglio - Wolé Parks, attore statunitense
- 27 luglio - Clemente Russo, personaggio televisivo, dirigente sportivo e ex pugile italiano
- 27 luglio - Ricky Shields, ex cestista statunitense
- 27 luglio - Amanda Smock, triplista statunitense
- 27 luglio - Tuaoloina Solofa, calciatore samoano americano
- 27 luglio - Surat Sukha, ex calciatore thailandese
- 27 luglio - Suree Sukha, ex calciatore thailandese
- 27 luglio - Westside Gunn, rapper statunitense
- 27 luglio - Raúl del Campo, ex calciatore spagnolo
- 28 luglio - Joseba Arriaga, ex calciatore spagnolo
- 28 luglio - Grégory Cerdan, ex calciatore francese
- 28 luglio - Richard Flood, attore irlandese
- 28 luglio - Beniamino Marcone, attore italiano
- 28 luglio - Amaia Olabarrieta, calciatrice spagnola
- 28 luglio - Tom Pelphrey, attore statunitense
- 28 luglio - Cain Velasquez, wrestler e ex artista marziale misto statunitense
- 28 luglio - Carl Waaler Kaas, orientista norvegese
- 29 luglio - Janez Aljančič, ex calciatore sloveno
- 29 luglio - Pero Antić, ex cestista e dirigente sportivo macedone
- 29 luglio - Dominic Burgess, attore e sceneggiatore inglese
- 29 luglio - Taimy Fernández, ex cestista cubana
- 29 luglio - Chico García, attore spagnolo
- 29 luglio - Tuomas Iisalo, ex cestista e allenatore di pallacanestro finlandese
- 29 luglio - Jônatas, ex calciatore brasiliano
- 29 luglio - Allison Mack, attrice statunitense
- 29 luglio - Ken Oman, ex calciatore irlandese
- 29 luglio - Abdul Azim Bolkiah, principe, produttore cinematografico e attivista bruneiano († 2020)
- 29 luglio - Andy Reid, allenatore di calcio e ex calciatore irlandese
- 29 luglio - Cícero Vítor dos Santos Júnior, ex calciatore brasiliano
- 29 luglio - T.J. Sorrentine, ex cestista e allenatore di pallacanestro statunitense
- 29 luglio - Laura Zanazza, nuotatrice artistica italiana
- 30 luglio - Ishmael Addo, ex calciatore ghanese
- 30 luglio - Jehad Al Hussain, ex calciatore siriano
- 30 luglio - Antolín Alcaraz, ex calciatore paraguaiano
- 30 luglio - Daniel Alick, ex calciatore vanuatuano
- 30 luglio - Nesrin Cavadzade, attrice turca
- 30 luglio - Diana Dell'Erba, attrice e regista italiana
- 30 luglio - Laila Ferrer, giavellottista brasiliana
- 30 luglio - Sarah Habel, attrice statunitense
- 30 luglio - Jakub Houška, cestista e allenatore di pallacanestro ceco
- 30 luglio - Lindsay Jennerich, canottiera canadese
- 30 luglio - Kim Min-joung, attrice sudcoreana
- 30 luglio - Harald Lechner, arbitro di calcio austriaco
- 30 luglio - Victoria Maurette, attrice, modella e cantautrice argentina
- 30 luglio - Javad Nazari, attore e compositore iraniano
- 30 luglio - Neil Petruic, ex hockeista su ghiaccio canadese
- 30 luglio - Martin Starr, attore e comico statunitense
- 30 luglio - Yvonne Strahovski, attrice australiana
- 30 luglio - Viktorija Volčkova, ex pattinatrice artistica su ghiaccio russa
- 30 luglio - Giuseppe Zedde, fantino italiano
- 31 luglio - Anne Zohra Berrached, regista e sceneggiatrice tedesca
- 31 luglio - Mira Craig, cantante norvegese
- 31 luglio - Dennis Eilhoff, ex calciatore tedesco
- 31 luglio - Arata Izumi, allenatore di calcio e ex calciatore giapponese
- 31 luglio - Michael Jung, cavaliere tedesco
- 31 luglio - Shingayi Kaondera, ex calciatore zimbabwese
- 31 luglio - Edmond Kapllani, ex calciatore albanese
- 31 luglio - Marc López, allenatore di tennis e ex tennista spagnolo
- 31 luglio - Anabel Medina Garrigues, allenatrice di tennis e ex tennista spagnola
- 31 luglio - Michel Miklík, hockeista su ghiaccio slovacco
- 31 luglio - Mladen Pantić, cestista serbo
- 31 luglio - Solveig Rogstad, ex biatleta norvegese
- 31 luglio - Marek Sapara, ex calciatore slovacco
- 31 luglio - Veron Tabu, ex cestista della Repubblica Democratica del Congo
- 31 luglio - Hayuma Tanaka, ex calciatore giapponese
- 31 luglio - DeMarcus Ware, ex giocatore di football americano statunitense